# Сяксозеро
Сяксозеро — пресноводное озеро на территории Янегского сельского поселения Лодейнопольского района Ленинградской области.

## Общие сведения
Площадь озера — 1 км², площадь водосборного бассейна — 6,7 км². Располагается на высоте 99,8 метров над уровнем моря.
Форма озера лопастная, продолговатая: оно почти на два километра вытянуто с северо-запада на юго-восток. Берега изрезанные, каменисто-песчаные, преимущественно возвышенные.
С юго-западной стороны Сяксозера вытекает безымянный ручей, впадающий в озеро Руссконское, из которого вытекает река Ягрема, впадающая, в свою очередь, в реку Шапшу, впадающую в реку Оять, левый приток Свири.
Ближе к северо-западной оконечности озера расположен один относительно крупный (по масштабам водоёма) остров без названия.
К северо- востоку от озера проходит просёлочная дорога.
Населённые пункты вблизи водоёма отсутствуют.
Код объекта в государственном водном реестре — 01040100811102000015883.